# Denis Petenev
Denis Anatol'evič Petenev (in russo Денис Анатольевич Петенев?; Volodarskoye, 9 settembre 1972) è un ex cestista russo, fino al 1991 sovietico.